# بردی کورپوریشن
ابرشرکت برَدی (انگلیسی: Brady Corporation) ابرشرکت تولید صنعتی آمریکایی است، که در سال ۱۹۱۴ تأسیس شد.